# Dahlia ochreana
Dahlia ochreana là một loài bướm đêm trong họ Noctuidae.